# Trichomanes pilosum
Trichomanes pilosum là một loài thực vật có mạch trong họ Hymenophyllaceae. Loài này được Raddi miêu tả khoa học đầu tiên năm 1819.